# 다니엘 말디니
다니엘 말디니(이탈리아어: Daniel Maldini, 2001년 10월 11일~)는 이탈리아의 축구 선수로 포지션은 공격형 미드필더이다. 현재 아탈란타와 이탈리아 축구 국가대표팀 소속으로 뛰고 있다.

## 개인사
할아버지인 체사레 말디니와 아버지인 파올로 말디니도 이탈리아 국가대표로 활동한 축구 선수였으며 형인 크리스티안 말디니 또한 축구 선수이다.